# Gaucelmus tropicus
Gaucelmus tropicus là một loài nhện trong họ Nesticidae.
Loài này thuộc chi Gaucelmus. Gaucelmus tropicus được Willis J. Gertsch miêu tả năm 1984.